# Kashasha
Kashasha est une localité du district de Muleba (en) dans la région de Kagera en Tanzanie. 

## Géographie
Kashasha est situé à l'ouest du lac Victoria et à l'est de la frontière ougandaise.

## Histoire
Kashasha est majoritairement peuplé par l'ethnie Haya. Le village est devenu célèbre pour l'épidémie de fou rire qui s'y est produite en 1962 au sein de jeunes adolescentes collégiennes,.